# سری آ
سری آ (به ایتالیایی: Serie A) همچنین شناخته شده با عنوان سری آ انی (به‌دلیل اسپانسرینگ شرکت انی) لیگ برتر فوتبال در ایتالیا است که از سال ۱۹۲۹ تاکنون در این کشور برگزار می‌شود.
تیم‌های سری آ با ۳۰ حضور، پس‌از تیم‌های لا لیگا، بیشترین حضور در فینال لیگ قهرمانان اروپا را تجربه کرده‌اند. تیم‌های سری آ تاکنون ۱۲ قهرمانی (آ.ث. میلان ۷، اینتر میلان ۳ و یوونتوس ۲ بار) و ۱۸ نایب قهرمانی را در مسابقات لیگ قهرمانان اروپا به‌دست آورده‌اند.
سری آ از سال ۲۰۰۴ به بعد با شرکت ۲۰ تیم برگزار می‌شود. در پایان هر فصل سه تیم قرار گرفته در پایین جدول به سری بی سقوط کرده و سه تیم برتر سری بی جایگزین آن‌ها می‌شوند.
یوونتوس با ۳۶ قهرمانی (در واقع ۳۸ دوره قهرمان ایتالیا شده است که قهرمانی در سال‌های ۲۰۰۵ و ۲۰۰۶ به‌دلیل پروندهٔ کالچو پولی سلب شده است)، بیشترین تعداد قهرمانی را داراست.
جووانی تراپاتونی با ۷ عنوان قهرمان پرافتخارترین مربی و جانلوییجی بوفون با ۱۰ قهرمانی پرافتخارترین بازیکن تاریخ سری آ هستند.

## فصل ۰۵–۲۰۰۴ بدون قهرمان
سری آ ایتالیا در فصل ۰۵–۲۰۰۴ و همچنین ۰۶–۲۰۰۵ با قهرمانی یوونتوس پایان یافت ولی به دلیل ماجرای پرونده فساد که به کالچو پولی معروف شد یوونتوس محکوم و به سری بی فرستاده شد. در فصل بعد سری بی هم با ۹ امتیاز منفی لیگ را آغاز نمود.
تیم آث میلان هم که مکان دوم را کسب کرده بود با کسر امتیاز مواجه شد به همین دلیل با تصمیم مسئولان فوتبال ایتالیا قهرمانی سری آ در فصل ۰۵–۲۰۰۴ به هیچ تیمی واگذار نشد.
ولی قهرمانی فصل ۰۶–۲۰۰۵ به اینتر میلان که مقام سوم را کسب کرده بود اهدا شد. هواداران اینتر لقب این قهرمانی را جام معنوی و هواداران یوونتوس که آن را حق خود می‌دانند به آن جام مقوایی می‌گویند.

## محبوبیت
میانگین تماشاگران سری آ در فصل ۰۸–۲۰۰۷ در هر مسابقه ۲۳٬۱۸۰ نفر بود که به این ترتیب پس از بوندسلیگا، لیگ برتر انگلستان و لا لیگا چهارمین لیگ فوتبال پرتماشاگر دنیا بوده است. یوونتوس (۴۵۶٬۶۴)، اینتر میلان (۵۱٬۲۱۱)، آث میلان (۴۰٬۷۸۰)، آ اس رم و فیورنتینا به ترتیب بیشترین تماشاگر را داشته‌اند.

## تعداد تیم‌ها

وصلهٔ اسکودتو (لوگوی پرچم ایتالیا، به مدت یک فصل بر روی پیراهن تیم قهرمان سری آ، قرار می‌گیرد)

- ۱۸ تیم = ۱۹۲۹–۱۹۳۴
- ۱۶ تیم = ۱۹۳۴–۱۹۴۲
- ۱۸ تیم = ۱۹۴۲–۱۹۴۶
- ۲۰ تیم = ۱۹۴۶–۱۹۴۷
- ۲۱ تیم = ۱۹۴۷–۱۹۴۸
- ۲۰ تیم = ۱۹۴۸–۱۹۵۲
- ۱۸ تیم = ۱۹۵۲–۱۹۶۷
- ۱۶ تیم = ۱۹۶۷–۱۹۸۸
- ۱۸ تیم = ۱۹۸۸–۲۰۰۴
- ۲۰ تیم = ۲۰۰۴–اکنون

## قهرمانان
| باشگاه      | قهرمانی | نایب قهرمانی | سال‌های قهرمانی |
| یوونتوس     | ۳۶      | ۲۱           | ۱۹۰۵, ۲۶–۱۹۲۵, ۳۱–۱۹۳۰, ۳۲–۱۹۳۱, ۳۳–۱۹۳۲, ۳۴–۱۹۳۳, ۳۵–۱۹۳۴, ۵۰–۱۹۴۹, ۵۲–۱۹۵۱, ۵۸–۱۹۵۷, ۶۰–۱۹۵۹, ۶۱–۱۹۶۰, ۶۷–۱۹۶۶, ۷۲–۱۹۷۱, ۷۳–۱۹۷۲, ۷۵–۱۹۷۴, ۷۷–۱۹۷۶, ۷۸–۱۹۷۷, ۸۱–۱۹۸۰, ۸۲–۱۹۸۱, ۸۴–۱۹۸۳, ۸۶–۱۹۸۵, ۹۵–۱۹۹۴, ۹۷–۱۹۹۶, ۹۸–۱۹۹۷, ۰۲–۲۰۰۱, ۰۳–۲۰۰۲, ۱۱–۲۰۱۲, ۱۲–۲۰۱۳, ۱۴–۲۰۱۳, ۱۵–۲۰۱۴, ۱۶–۲۰۱۵, ۱۷–۲۰۱۶, ۱۸–۲۰۱۷, ۱۹–۲۰۱۸, ۲۰–۲۰۱۹ |
| اینتر میلان | ۲۰      | ۱۷           | ۱۰–۱۹۰۹, ۲۰–۱۹۱۹, ۳۰–۱۹۲۹, ۳۸–۱۹۳۷, ۴۰–۱۹۳۹, ۵۳–۱۹۵۲, ۵۴–۱۹۵۳, ۶۳–۱۹۶۲, ۶۵–۱۹۶۴, ۶۶–۱۹۶۵, ۷۱–۱۹۷۰, ۸۰–۱۹۷۹, ۸۹–۱۹۸۸, ۰۶–۲۰۰۵, ۰۷–۲۰۰۶, ۰۸–۲۰۰۷, ۰۹–۲۰۰۸, ۱۰–۲۰۰۹, ۲۱–۲۰۲۰, ۲۴–۲۰۲۳ |
| آ.ث. میلان  | ۱۹      | ۱۶           | ۱۹۰۱, ۱۹۰۶, ۱۹۰۷, ۵۱–۱۹۵۰, ۵۵–۱۹۵۴, ۵۷–۱۹۵۶, ۵۹–۱۹۵۸, ۶۲–۱۹۶۱, ۶۸–۱۹۶۷, ۷۹–۱۹۷۸, ۸۸–۱۹۸۷, ۹۲–۱۹۹۱, ۹۳–۱۹۹۲, ۹۴–۱۹۹۳, ۹۶–۱۹۹۵, ۹۹–۱۹۹۸, ۰۴–۲۰۰۳, ۱۱–۲۰۱۰, ۲۲–۲۰۲۱ |
| جنوا        | ۹       | ۴            | ۱۸۹۸, ۱۸۹۹, ۱۹۰۰, ۱۹۰۲, ۱۹۰۳, ۱۹۰۴, ۱۵–۱۹۱۴, ۲۳–۱۹۲۲, ۲۴–۱۹۲۳ |
| تورینو      | ۷       | ۷            | ۲۷–۱۹۲۶, ۲۸–۱۹۲۷, ۴۳–۱۹۴۲, ۴۶–۱۹۴۵, ۴۷–۱۹۴۶, ۴۸–۱۹۴۷, ۴۹–۱۹۴۸, ۷۶–۱۹۷۵ |
| بولونیا     | ۷       | ۴            | ۲۵–۱۹۲۴, ۲۹–۱۹۲۸, ۳۶–۱۹۳۵, ۳۷–۱۹۳۶, ۳۹–۱۹۳۸, ۴۱–۱۹۴۰, ۶۴–۱۹۶۳ |
| پرو ورچلی   | ۷       | ۱            | ۱۹۰۸, ۱۹۰۹, ۱۱–۱۹۱۰, ۱۲–۱۹۱۱, ۱۳–۱۹۱۲, ۲۱–۱۹۲۰, ۲۲–۱۹۲۱ |
| ناپولی      | ۴       | ۸            | ۸۷–۱۹۸۶, ۹۰–۱۹۸۹, ۲۳–۲۰۲۲, ۲۵–۲۰۲۴ |
| آ.اس. رم    | ۳       | ۱۴           | ۴۲–۱۹۴۱, ۸۳–۱۹۸۲, ۰۱–۲۰۰۰ |
| لاتزیو      | ۲       | ۶            | ۷۴–۱۹۷۳, ۰۰–۱۹۹۹ |
| فیورنتینا   | ۲       | ۵            | ۵۶–۱۹۵۵, ۶۹–۱۹۶۸ |
| کالیاری     | ۱       | ۱            | ۷۰–۱۹۶۹ |
| کازاله      | ۱       | -            | ۱۳–۱۹۱۲ |
| نووزه       | ۱       | -            | ۲۲–۱۹۲۱ |
| هلاس ورونا  | ۱       | -            | ۸۵–۱۹۸۴ |
| سمپدوریا    | ۱       | -            | ۹۱–۱۹۹۰ |

### تعداد قهرمانی‌ها بر پایه شهر
| شهر             | قهرمانی‌ها | باشگاه‌ها                          |
| --------------- | --------- | --------------------------------- |
| تورین           | ۴۳        | یوونتوس (۳۶)، تورینو (۷)          |
| میلان           | ۳۹        | اینتر میلان (۲۰)، آ.ث. میلان (۱۹) |
| جنوا            | ۱۰        | جنوا (۹)، سمپدوریا (۱)            |
| بولونیا         | ۷         | بولونیا (۷)                       |
| ورچلی           | ۷         | پرو ورچلی (۷)                     |
| رم              | ۵         | آ.اس. رم (۳)، لاتزیو (۲)          |
| ناپل            | ۴         | ناپولی (۴)                        |
| فلورانس         | ۲         | فیورنتینا (۲)                     |
| کالیاری         | ۱         | کالیاری (۱)                       |
| کازاله مونفراتو | ۱         | کازاله (۱)                        |
| نووی لیگوره     | ۱         | نووزه (۱)                         |
| ورونا           | ۱         | هلاس ورونا (۱)                    |

## برندگان سالانه در فرمت فعلی مسابقات
| سال     | قهرمان     | نایب قهرمان | سوم         | چهارم      |
| ------- | ---------- | ----------- | ----------- | ---------- |
| ۳۰–۱۹۲۹ | اینترمیلان | جنوا        | یوونتوس     | تورینو     |
| ۳۱–۱۹۳۰ | یوونتوس    | آ.اس. رم    | بولونیا     | جنوا       |
| ۳۲–۱۹۳۱ | یوونتوس    | بولونیا     | آ.اس. رم    | فیورنتینا  |
| ۳۳–۱۹۳۲ | یوونتوس    | اینترمیلان  | بولونیا     | ناپولی     |
| ۳۴–۱۹۳۳ | یوونتوس    | اینترمیلان  | ناپولی      | بولونیا    |
| ۳۵–۱۹۳۴ | یوونتوس    | اینترمیلان  | فیورنتینا   | آ.اس. رم   |
| ۳۶–۱۹۳۵ | بولونیا    | آ.اس. رم    | تورینو      | اینترمیلان |
| ۳۷–۱۹۳۶ | بولونیا    | لاتزیو      | تورینو      | آ.ث. میلان |
| ۳۸–۱۹۳۷ | اینترمیلان | یوونتوس     | آ.ث. میلان  | جنوا       |
| ۳۹–۱۹۳۸ | بولونیا    | تورینو      | اینترمیلان  | جنوا       |
| ۴۰–۱۹۳۹ | اینترمیلان | بولونیا     | یوونتوس     | لاتزیو     |
| ۴۱–۱۹۴۰ | بولونیا    | اینترمیلان  | آ.ث. میلان  | فیورنتینا  |
| ۴۲–۱۹۴۱ | آ.اس. رم   | تورینو      | ونتزیا      | لاتزیو     |
| ۴۳–۱۹۴۲ | تورینو     | لیورنو      | یوونتوس     | اینترمیلان |
| ۴۴–۱۹۴۳ | برگزار نشد | برگزار نشد  | برگزار نشد  | برگزار نشد |
| ۴۵–۱۹۴۴ | برگزار نشد | برگزار نشد  | برگزار نشد  | برگزار نشد |
| ۴۶–۱۹۴۵ | برگزار نشد | برگزار نشد  | برگزار نشد  | برگزار نشد |
| ۴۷–۱۹۴۶ | تورینو     | یوونتوس     | مودنا       | آ.ث. میلان |
| ۴۸–۱۹۴۷ | تورینو     | آ.ث. میلان  | یوونتوس     | تریستیانا  |
| ۴۹–۱۹۴۸ | تورینو     | اینترمیلان  | آ.ث. میلان  | یوونتوس    |
| ۵۰–۱۹۴۹ | یوونتوس    | آ.ث. میلان  | اینترمیلان  | لاتزیو     |
| ۵۱–۱۹۵۰ | آ.ث. میلان | اینترمیلان  | یوونتوس     | لاتزیو     |
| ۵۲–۱۹۵۱ | یوونتوس    | آ.ث. میلان  | اینترمیلان  | فیورنتینا  |
| ۵۳–۱۹۵۲ | اینترمیلان | یوونتوس     | آ.ث. میلان  | ناپولی     |
| ۵۴–۱۹۵۳ | اینترمیلان | یوونتوس     | آ.ث. میلان  | فیورنتینا  |
| ۵۵–۱۹۵۴ | آ.ث. میلان | اودینزه     | آ.اس. رم    | بولونیا    |
| ۵۶–۱۹۵۵ | فیورنتینا  | آ.ث. میلان  | اینترمیلان  | لاتزیو     |
| ۵۷–۱۹۵۶ | آ.ث. میلان | فیورنتینا   | لاتزیو      | اودینزه    |
| ۵۸–۱۹۵۷ | یوونتوس    | فیورنتینا   | پادوا       | ناپولی     |
| ۵۹–۱۹۵۸ | آ.ث. میلان | فیورنتینا   | اینترمیلان  | یوونتوس    |
| ۶۰–۱۹۵۹ | یوونتوس    | فیورنتینا   | آ.ث. میلان  | اینترمیلان |
| ۶۱–۱۹۶۰ | یوونتوس    | آ.ث. میلان  | اینترمیلان  | سمپدوریا   |
| ۶۲–۱۹۶۱ | آ.ث. میلان | اینترمیلان  | فیورنتینا   | بولونیا    |
| ۶۳–۱۹۶۲ | اینترمیلان | یوونتوس     | آ.ث. میلان  | بولونیا    |
| ۶۴–۱۹۶۳ | بولونیا    | اینترمیلان  | آ.ث. میلان  | فیورنتینا  |
| ۶۵–۱۹۶۴ | اینترمیلان | آ.ث. میلان  | تورینو      | یوونتوس    |
| ۶۶–۱۹۶۵ | اینترمیلان | بولونیا     | ناپولی      | فیورنتینا  |
| ۶۷–۱۹۶۶ | یوونتوس    | اینترمیلان  | بولونیا     | ناپولی     |
| ۶۸–۱۹۶۷ | آ.ث. میلان | ناپولی      | یوونتوس     | فیورنتینا  |
| ۶۹–۱۹۶۸ | فیورنتینا  | کالیاری     | آ.ث. میلان  | اینترمیلان |
| ۷۰–۱۹۶۹ | کالیاری    | اینترمیلان  | یوونتوس     | آ.ث. میلان |
| ۷۱–۱۹۷۰ | اینترمیلان | آ.ث. میلان  | ناپولی      | یوونتوس    |
| ۷۲–۱۹۷۱ | یوونتوس    | آ.ث. میلان  | تورینو      | کالیاری    |
| ۷۳–۱۹۷۲ | یوونتوس    | آ.ث. میلان  | لاتزیو      | فیورنتینا  |
| ۷۴–۱۹۷۳ | لاتزیو     | یوونتوس     | ناپولی      | اینترمیلان |
| ۷۵–۱۹۷۴ | یوونتوس    | ناپولی      | آ.اس. رم    | لاتزیو     |
| ۷۶–۱۹۷۵ | تورینو     | یوونتوس     | آ.ث. میلان  | اینترمیلان |
| ۷۷–۱۹۷۶ | یوونتوس    | تورینو      | فیورنتینا   | اینترمیلان |
| ۷۸–۱۹۷۷ | یوونتوس    | ویچنزا      | تورینو      | آ.ث. میلان |
| ۷۹–۱۹۷۸ | آ.ث. میلان | پروجا       | یوونتوس     | اینترمیلان |
| ۸۰–۱۹۷۹ | اینترمیلان | یوونتوس     | آ.ث. میلان  | تورینو     |
| ۸۱–۱۹۸۰ | یوونتوس    | آ.اس. رم    | ناپولی      | اینترمیلان |
| ۸۲–۱۹۸۱ | یوونتوس    | فیورنتینا   | آ.اس. رم    | ناپولی     |
| ۸۳–۱۹۸۲ | آ.اس. رم   | یوونتوس     | اینترمیلان  | هلاس ورونا |
| ۸۴–۱۹۸۳ | یوونتوس    | آ.اس. رم    | فیورنتینا   | اینترمیلان |
| ۸۵–۱۹۸۴ | هلاس ورونا | تورینو      | اینترمیلان  | سمپدوریا   |
| ۸۶–۱۹۸۵ | یوونتوس    | آ.اس. رم    | ناپولی      | فیورنتینا  |
| ۸۷–۱۹۸۶ | ناپولی     | یوونتوس     | هلاس ورونا  | فیورنتینا  |
| ۸۸–۱۹۸۷ | آ.ث. میلان | ناپولی      | آ.اس. رم    | سمپدوریا   |
| ۸۹–۱۹۸۸ | اینترمیلان | ناپولی      | آ.ث. میلان  | یوونتوس    |
| ۹۰–۱۹۸۹ | ناپولی     | آ.ث. میلان  | اینترمیلان  | یوونتوس    |
| ۹۱–۱۹۹۰ | سمپدوریا   | آ.ث. میلان  | اینترمیلان  | جنوا       |
| ۹۲–۱۹۹۱ | آ.ث. میلان | یوونتوس     | تورینو      | ناپولی     |
| ۹۳–۱۹۹۲ | آ.ث. میلان | اینترمیلان  | پارما       | یوونتوس    |
| ۹۴–۱۹۹۳ | آ.ث. میلان | یوونتوس     | سمپدوریا    | لاتزیو     |
| ۹۵–۱۹۹۴ | یوونتوس    | پارما       | لاتزیو      | آ.ث. میلان |
| ۹۶–۱۹۹۵ | آ.ث. میلان | یوونتوس     | لاتزیو      | فیورنتینا  |
| ۹۷–۱۹۹۶ | یوونتوس    | پارما       | اینترمیلان  | لاتزیو     |
| ۹۸–۱۹۹۷ | یوونتوس    | اینترمیلان  | اودینزه     | آ.اس. رم   |
| ۹۹–۱۹۹۸ | آ.ث. میلان | لاتزیو      | فیورنتینا   | پارما      |
| ۰۰–۱۹۹۹ | لاتزیو     | یوونتوس     | آ.ث. میلان  | اینترمیلان |
| ۰۱–۲۰۰۰ | آ.اس. رم   | یوونتوس     | لاتزیو      | پارما      |
| ۰۲–۲۰۰۱ | یوونتوس    | آ.اس. رم    | اینترمیلان  | آ.ث. میلان |
| ۰۳–۲۰۰۲ | یوونتوس    | اینترمیلان  | آ.ث. میلان  | لاتزیو     |
| ۰۴–۲۰۰۳ | آ.ث. میلان | آ.اس. رم    | یوونتوس     | اینترمیلان |
| ۰۵–۲۰۰۴ | یوونتوس    | آ.ث. میلان  | اینترمیلان  | اودینزه    |
| ۰۶–۲۰۰۵ | اینترمیلان | آ.اس. رم    | آ.ث. میلان  | کیه وو     |
| ۰۷–۲۰۰۶ | اینترمیلان | آ.اس. رم    | فیورنتینا   | آ.ث. میلان |
| ۰۸–۲۰۰۷ | اینترمیلان | آ.اس. رم    | یوونتوس     | فیورنتینا  |
| ۰۹–۲۰۰۸ | اینترمیلان | آ.ث. میلان  | یوونتوس     | جنوا       |
| ۱۰–۲۰۰۹ | اینترمیلان | آ.اس. رم    | آ.ث. میلان  | سمپدوریا   |
| ۱۱–۲۰۱۰ | آ.ث. میلان | اینترمیلان  | ناپولی      | اودینزه    |
| ۱۲–۲۰۱۱ | یوونتوس    | آ.ث. میلان  | اودینزه     | لاتزیو     |
| ۱۳–۲۰۱۲ | یوونتوس    | ناپولی      | آ.ث. میلان  | فیورنتینا  |
| ۱۴–۲۰۱۳ | یوونتوس    | آ.اس. رم    | ناپولی      | فیورنتینا  |
| ۱۵–۲۰۱۴ | یوونتوس    | آ.اس. رم    | لاتزیو      | فیورنتینا  |
| ۱۶–۲۰۱۵ | یوونتوس    | ناپولی      | آ.اس. رم    | اینترمیلان |
| ۱۷–۲۰۱۶ | یوونتوس    | آ.اس. رم    | ناپولی      | آتالانتا   |
| ۱۸–۲۰۱۷ | یوونتوس    | ناپولی      | آ.اس. رم    | اینترمیلان |
| ۱۹–۲۰۱۸ | یوونتوس    | ناپولی      | آتالانتا    | اینترمیلان |
| ۲۰–۲۰۱۹ | یوونتوس    | اینترمیلان  | آتالانتا    | لاتزیو     |
| ۲۱–۲۰۲۰ | اینترمیلان | آ.ث. میلان  | اتالانتا    | یوونتوس    |
| ۲۲–۲۰۲۱ | آ.ث. میلان | اینتر میلان | ناپولی      | یوونتوس    |
| ۲۳–۲۰۲۲ | ناپولی     | لاتزیو      | اینتر میلان | آ.ث. میلان |
| ۲۴–۲۰۲۳ | اینترمیلان | آ.ث. میلان  | یوونتوس     | آتالانتا   |
| ۲۵–۲۰۲۴ | ناپولی     | اینتر میلان | آتالانتا    | یوونتوس    |

## آمار

### بیشترین بازی

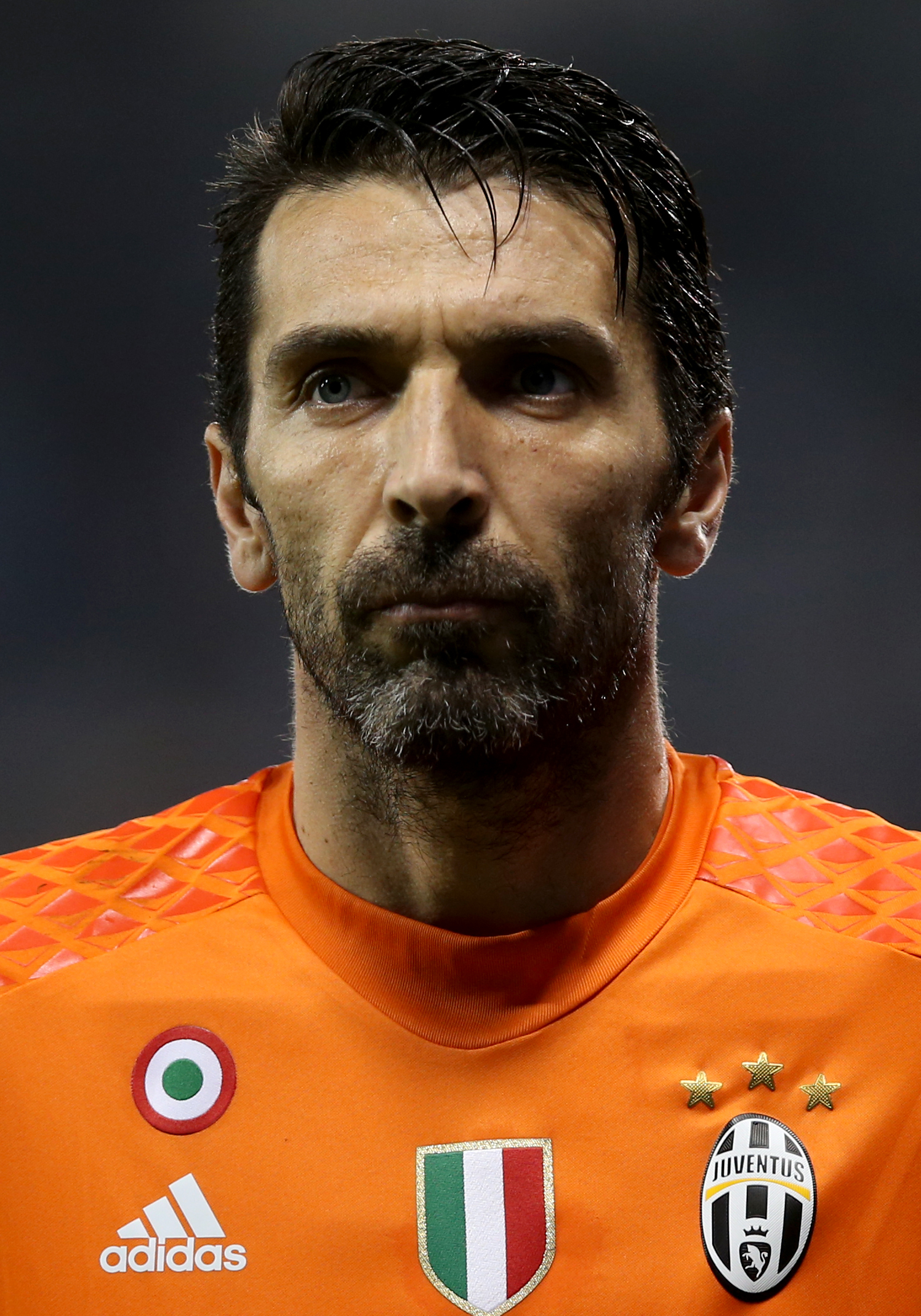
جانلوئیجی بوفون، با انجام ۶۵۷ بازی رکورددار بیشترین تعداد بازی در سری آ می‌باشد.

| رتبه | بازیکن          | باشگاه(ها)                                                    | سال‌های فعالیت                  | بازی | گل  |
| ---- | --------------- | ------------------------------------------------------------- | ------------------------------ | ---- | --- |
| ۱    | جانلوئیجی بوفون | پارما یوونتوس                                                 | ۲۰۰۶–۱۹۹۵ ۲۰۱۸–۲۰۰۷ ۲۰۲۱–۲۰۱۹  | ۶۵۷  | ۰   |
| ۲    | پائولو مالدینی  | آ.ث. میلان                                                    | ۲۰۰۹–۱۹۸۴                      | ۶۴۷  | ۲۹  |
| ۳    | فرانچسکو توتی   | آ.اس. رم                                                      | ۲۰۱۷–۱۹۹۲                      | ۶۱۹  | ۲۵۰ |
| ۴    | خاویر زانتی     | اینترمیلان                                                    | ۲۰۱۴–۱۹۹۵                      | ۶۱۵  | ۱۲  |
| ۵    | جانلوکا پالیوکا | سمپدوریا اینترمیلان بولونیا آسکولی                            | ۲۰۰۵–۱۹۸۷ ۲۰۰۷–۲۰۰۶            | ۵۹۲  | ۰   |
| ۶    | دینو زوف        | اودینزه مونتووا ناپولی یوونتوس                                | ۱۹۸۳–۱۹۶۱                      | ۵۷۰  | ۰   |
| ۷    | سمیر هاندانوویچ | ترویزو لاتزیو اودینزه اینترمیلان                              | ۲۰۰۶–۲۰۰۴ ۲۰۲۳–۲۰۰۷            | ۵۶۶  | ۰   |
| ۸    | پیترو ویرکووود  | کومو فیورنتینا آ.اس. رم سمپدوریا یوونتوس آ.ث. میلان پیاچنزا   | ۲۰۰۰–۱۹۸۰                      | ۵۶۲  | ۳۸  |
| ۹    | فابیو کوالیارلا | تورینو آسکولی سمپدوریا اودینزه ناپولی یوونتوس سمپدوریا تورینو | ۲۰۰۰–۱۹۹۹ ۲۰۰۲–۲۲۰۰۱ ۲۰۲۳–۲۰۰۵ | ۵۵۶  | ۱۸۱ |
| ۱۰   | روبرتو مانچینی  | بولونیا سمپدوریا لاتزیو                                       | ۲۰۰۰–۱۹۸۱                      | ۵۴۱  | ۱۵۶ |

### بیشترین گل

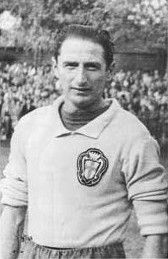
سیلویو پیولا با ۲۷۴ گل بهترین گلزن تاریخ سری آ است.

| رتبه | بازیکن            | باشگاه(ها)                                                      | سال‌های فعالیت                 | بازی | گل  |
| ---- | ----------------- | --------------------------------------------------------------- | ----------------------------- | ---- | --- |
| ۱    | سیلویو پیولا      | پروورچلی لاتزیو یوونتوس نووارا                                  | ۱۹۴۳–۱۹۲۹ ۱۹۴۷–۱۹۴۶ ۱۹۵۴–۱۹۴۸ | ۵۳۷  | ۲۷۴ |
| ۲    | فرانچسکو توتی     | آ.اس. رم                                                        | ۲۰۱۷–۱۹۹۲                     | ۶۱۹  | ۲۵۰ |
| ۳    | گونار نوردال      | آ.ث. میلان آ.اس. رم                                             | ۱۹۵۸–۱۹۴۹                     | ۲۹۱  | ۲۲۵ |
| ۴    | جوزپه مئاتزا      | اینترمیلان آ.ث. میلان یوونتوس                                   | ۱۹۴۳–۱۹۲۹ ۱۹۴۷–۱۹۴۶           | ۳۶۷  | ۲۱۶ |
| ۴    | ژوزه آلتافینی     | آ.ث. میلان ناپولی یوونتوس                                       | ۱۹۷۶–۱۹۵۸                     | ۴۵۰  | ۲۱۶ |
| ۶    | آنتونیو دی ناتاله | امپولی اودینزه                                                  | ۲۰۱۶–۲۰۰۲                     | ۴۴۵  | ۲۰۹ |
| ۷    | روبرتو باجو       | فیورنتینا یوونتوس آ.ث. میلان بولونیا اینترمیلان برشا            | ۲۰۰۴–۱۹۸۵                     | ۴۵۲  | ۲۰۵ |
| ۸    | چیرو ایموبیله     | یوونتوس جنوا تورینو لاتزیو                                      | ۲۰۱۰–۲۰۰۸ ۲۰۱۴–۲۰۱۲ ۲۰۱۵–۲۰۲۴ | ۳۵۳  | ۲۰۱ |
| ۹    | کرت همرین         | یوونتوس پادوا فیورنتینا آ.ث. میلان ناپولی                       | ۱۹۷۱–۱۹۵۶                     | ۴۰۰  | ۱۹۰ |
| ۱۰   | جوزپه سینیوری     | فوجالاتزیوسمپدوریابولونیا                                       | ۲۰۰۴–۱۹۹۱                     | ۳۴۴  | ۱۸۸ |
| ۱۰   | آلساندرو دل‌پیرو   | یوونتوس                                                         | ۲۰۰۶–۱۹۹۳ ۲۰۱۲–۲۰۰۷           | ۴۷۸  | ۱۸۸ |
| ۱۰   | آلبرتو جیلاردینو  | پیاچنزا هلاس ورونا پارما آ.ث. میلان فیورنتینا جنوابولونیاپالرمو | ۲۰۱۷–۱۹۹۹                     | ۵۰۲  | ۱۸۸ |